# Conflicto entre la Franja de Gaza e Israel de 2006
El conflicto entre la Franja de Gaza e Israel de 2006, conocida en Israel como Operación Lluvia de Verano (hebreo: מבצע גשמי קיץ, Mivtza Gishmey Kayitz), fueron una serie de batallas entre militantes palestinos y las Fuerzas de Defensa de Israel (FDI) durante el verano de 2006, provocadas por la captura del soldado israelí Gilad Shalit por militantes palestinos el 25 de junio de 2006. El 28 de junio de 2006 se produjo una guerra convencional a gran escala en la Franja de Gaza, que fue la primera operación terrestre importante en la Franja desde que se aplicó el plan de retirada unilateral de Israel entre agosto y septiembre de 2005. La ofensiva finalizó con un alto al fuego el 26 de noviembre de ese mismo año.
El operativo israelí movilizó a miles de soldados y comenzó con bombardeos sobre diversos objetivos en Gaza (puentes, una central eléctrica y oficinas de la Autoridad Palestina, entre otros). Desde la segunda semana de julio el ejército de Israel ocupó el centro de la Franja de Gaza, partiendo en dos ese territorio palestino. También hubo arrestos de oficiales, ministros y diputados de Hamás en Cisjordania.
La iniciativa israelí, concebida como una gran operación antiterrorista, pretendía neutralizar el lanzamiento de cohetes Qassam sobre poblaciones israelíes, destruir los túneles utilizados para el contrabando de armas y paso de militantes palestinos en la frontera entre Gaza y Egipto, y rescatar al soldado cautivo Guilad Shalit, secuestrado por un comando palestino en territorio israelí durante un ataque el 25 de junio de 2006. Se estima que alrededor de 1300 cohetes fueron lanzados contra Israel desde el inicio de la segunda Intifada.
Según investigaciones de B'Tselem, una ONG israelí de derechos humanos, desde junio de 2004 hasta finales de 2007, once israelíes, cuatro de ellos menores de edad, murieron por cohetes Qassam lanzados desde Gaza. Otro civil israelí y un extranjero murieron por cohetes Qassam que afectaron a los asentamientos de la Franja de Gaza. Caroline B. Glick, editor adjunto de The Jerusalem Post, afirmó en un editorial que B'Tselem es una organización radical de izquierda con una historia documentada de falsificación y distorsión de datos. NGO Monitor, una organización no gubernamental israelí con el objetivo declarado de vigilar otras organizaciones no gubernamentales que operan en el Oriente Medio, ha acusado a B'tselem de tener una agenda política y de falsificación y distorsión de datos en lo referente a las denuncias de las supuestas violaciones de los derechos humanos en los territorios palestinos. The Economist y la Jewish Telegraphic Agency califican a NGO Monitor de grupo proisraelí.
La destrucción por parte de los israelíes de la única central eléctrica de Gaza agravó los problemas humanitarios de la Franja, ya en una difícil situación desde la suspensión de las ayudas económicas al gobierno de Palestina de Estados Unidos y la Unión Europea tras la victoria de Hamás en las elecciones legislativas palestinas. Más de 700.000 palestinos se quedaron sin luz, agua y servicios básicos, así como sin alimento y atención médica durante el transcurso de la operación. Según fuentes de B'Tselem, desde el secuestro de Gilad Shalit hasta finales de agosto de 2006 murieron 226 palestinos, 54 de ellos menores de edad, en la Franja de Gaza. De ellos, más de la mitad (concretamente 114, incluidos 46 menores de edad) no participaban en las hostilidades cuando fueron muertos. Según la misma ONG, el ejército israelí utilizó civiles, incluidos menores, como escudos humanos durante un combate en Beit Hanun, al norte de la Franja, el día 17 de julio. Por otra parte, militares israelíes afirmaron que los militantes palestinos utilizaron ambulancias para atacarlos durante las batallas. En total, la Operación Lluvia de Verano dejó 405 palestinos muertos, 243 de los cuales eran civiles. Por otra parte, cinco soldados y seis civiles israelíes murieron, y alrededor de 40 israelíes resultaron heridos.